# Верховина
Верхови́на (до 27 грудня 1962 р. — село Жаб'є) — селище в Івано-Франківській області, адміністративний центр Верховинського району та Верховинської селищної громади. Розташоване на висоті 620 м над рівнем моря, на березі річки Чорний Черемош, за 150 км від Івано-Франківська і за 31 км від залізничної станції Ворохта. Осередок гуцульської культури.

## Назва
Франко колись написав: «Ось Жабє, гуцульська столиця. "Нема — Мовляють — села понад Жабє". І більшого лиха шукати дарма. Чи-ж люд той зовсїм воно забє ?»
1962 року відбулося перейменування поселення. Цікавим є факт, що Верховину хотіли назвати Франківськом, на честь прізвища Івана Франка. Назву Верховина запропонували через безліч верхів, якими оточене селище — коли дивитися з висоти, то поселення насправді нагадує чашу, тобто знаходиться в умовній ямі, оточеною верхами та горами.

## Населення

### Мова
Розподіл населення за рідною мовою за даними перепису 2001 року:
| Мова       | Кількість | Відсоток |
| ---------- | --------- | -------- |
| українська | 5312      | 98.95%   |
| російська  | 51        | 0.94%    |
| білоруська | 4         | 0.07%    |
| німецька   | 2         | 0.04%    |
| Усього     | 5412      | 100%     |

## Історія
Перша писемна згадка про селище датується 1424 роком: 17 серпня Жаб'є згадане у грамоті великого князя Лева-Свидригайла.
Своєрідною формою боротьби та виявом стихійного протесту селянства проти чинного ладу за Речі Посполитої був опришківський рух. Багато жителів села Жаб'є діяли в загонах Олекси Довбуша, І. Пискливого, Пинті, Бойчука, Баюрака.
У 1772 році в результаті Першого поділу Речі Посполитої між Російською імперією, Прусією та Австрією землі теперішнього Верховинського району увійшли до Австрії. Масовим явищем серед горян стали скликання віча. У першій половині XIX ст. у Жабйому і сусідніх селах діяли опришки на чолі з М. Штолюком.
Під час Першої світової війни в околицях села Жаб'є та інших сіл точилися бої між австрійцями та росіянами. Багато гуцулів воювали у складі австрійської армії, особливо у легіоні Українських січових стрільців.
У квітні 1920 року відбулося селянське повстання (отримало назву «Гуцульське повстання»), яке було придушене польською владою. Учасникам Гуцульського повстання 1920 року споруджено пам'ятний знак.
З 1921 до 1939 року Верховина входила до складу Польської народної республіки. 1 квітня 1928 р. вилучено присілки (хутори) Дземброня, Бистрець, Зелене і Явірник із ґміни (громади) Жаб'є та з них утворено самоврядну адміністративну ґміну Дземброня. 17 вересня 1939 р. на підставі пакту Молотова — Ріббентропа, радянські війська вступили на територію Галичини.
12 червня 2020 року Верховина утворила Верховинську селищну громаду разом з іншими населеними пунктами.

## Присілки
У давнину ділилося на дві частини: Жаб'є-Ільці та Жаб'є-Слупійка. Селище мало багато присілків: Красний Луг, Кривополе, Волова, Ходак, Віпче, Замагура. У різні часи до ґміни Жаб'я належали села Бистрець, Дземброня, Топільче, Зелене, Явірник, Буркут.
Ділиться також на присілки: Слупійка, Безвідне, Центр, Віпче, Ровенька, Пушкар, Жаб'євський потік, Багни та Грабовець. Вважається, що залежно від присілка, виділяється певна ментальність та психологія жителя. Наприклад мешканців Жаб'євського потоку характеризують чудовими акторськими здібностями, цей «закуток» (так гуцульським діалектом називають присілок) також іменують як «гуцульський Голівуд», бо фільми «Анничка» (1968 р.), «Тіні забутих предків» (1964 р.), «Олекса Довбуш» (1959 р.), «Тіні незабутих предків» (2013 р.) та багато інших фільмів знімались та знімаються саме тут, а місцеві жителі грали та продовжують грати ролі у них.
Жителі Віпча характеризуються надмірною активністю, адже це один з найвисокогірніших присілків, а також надзвичайною любов'ю до танців та співів. Саме жителі цього присілку мають найкращий музичний слух, з своїми танцями та музикою вони об'їхали цілу Європу та навіть США.

## Культура та традиції

### Стрій (одяг)
Традиційний одяг: у жінок довга вишита сорочка, кужух, зґарди на шиї (дорогоцінна гуцульська прикраса ручної роботи, де намистини переплетені з старовинними монетами), запаски (своєрідна «спідниця», що складається з двох частин, задньої і передньої), попрушка (пояс, що утримує запаски), хустка, взимку сардак (зимовий верхній одяг), на ногах капчури та постоли (взуття).
У чоловіків: кужух, капчури, постоли, подовжена сорочка, пасок, тузінки (штани), кресаня (капелюх), рогата шапка (зимова шапка). Традиційний одяг завжди яскравий та кольоровий. Одяг змінюється залежно від свят та сезонів.

## Господарство і соціальна сфера

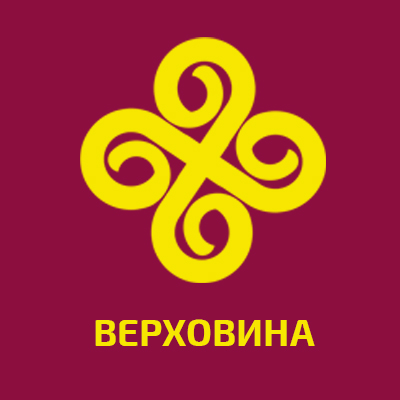
Логотип Верховини

На Гуцульщині виробляється щонайменше 7 видів сирів та багато інших унікальних молочних продуктів. У Верховині створену власну породу коней «Гуцулик».
На території Верховинської селищної ради проживає близько 7500 жителів, налічується 2050 дворів. Земельні ресурси, придатні для ведення сільського господарства, незначні: 1347 га сінокосів, 1158 га пасовиськ, ріллі — 40, садів — 20, без рослинного покрову — 93, решта 2199 га — ліси. Це зумовлює структуру господарства селища — переважно лісозаготівля і тваринництво.
У Верховині працюють: районна лікарня, поліклініка, фельдшерсько-акушерські пункти. Функціонують Народний дім, клуби, центральна районна бібліотека та її філії, районна дитяча бібліотека, дитяча школа мистецтв, ліцей.
Спортивні змагання проводяться на місцевому комплексі «Черемош», також є трамплін для стрибків на лижах, діє спортивна школа.

## Транспорт
З місцевої автостанції курсують автобуси до Івано-Франківська, інших населених пунктів області, а також до Києва та Чернівців. Селищного громадського транспорту, окрім таксі, немає.

## Освіта
У Верховині працює 9 освітніх закладів, зокрема гуманітарно-прикладний ліцей, загальноосвітня школа І-ІІІ ступенів, середня школа-інтернат, загальноосвітня школа І ступеня на присілку Синиці, школа-садок І ступеня, ясла-садок «Сонечко», заочна загальноосвітня школа ІІ-ІІІ ступенів, дитяча юнацька спортивна школа та будинок школяра.
У селищі є Верховинський коледж туризму і готельного господарства ПНУ.

## Центр гуцульської культури
«Ось Жаб'є, Гуцульська столиця. Нема, мовляють, села понад Жаб'є, і більшого лиха шукати дарма…» (Іван Франко, 1884 рік.)
Верховина є центром гуцульської культури. З 1991 року під керівництвом Романа Кумлика (1948—2014) виступає відомий ансамбль «Черемош», розвиваються й інші колективи народної самодіяльності. У селищі функціонують державні та приватні музеї.

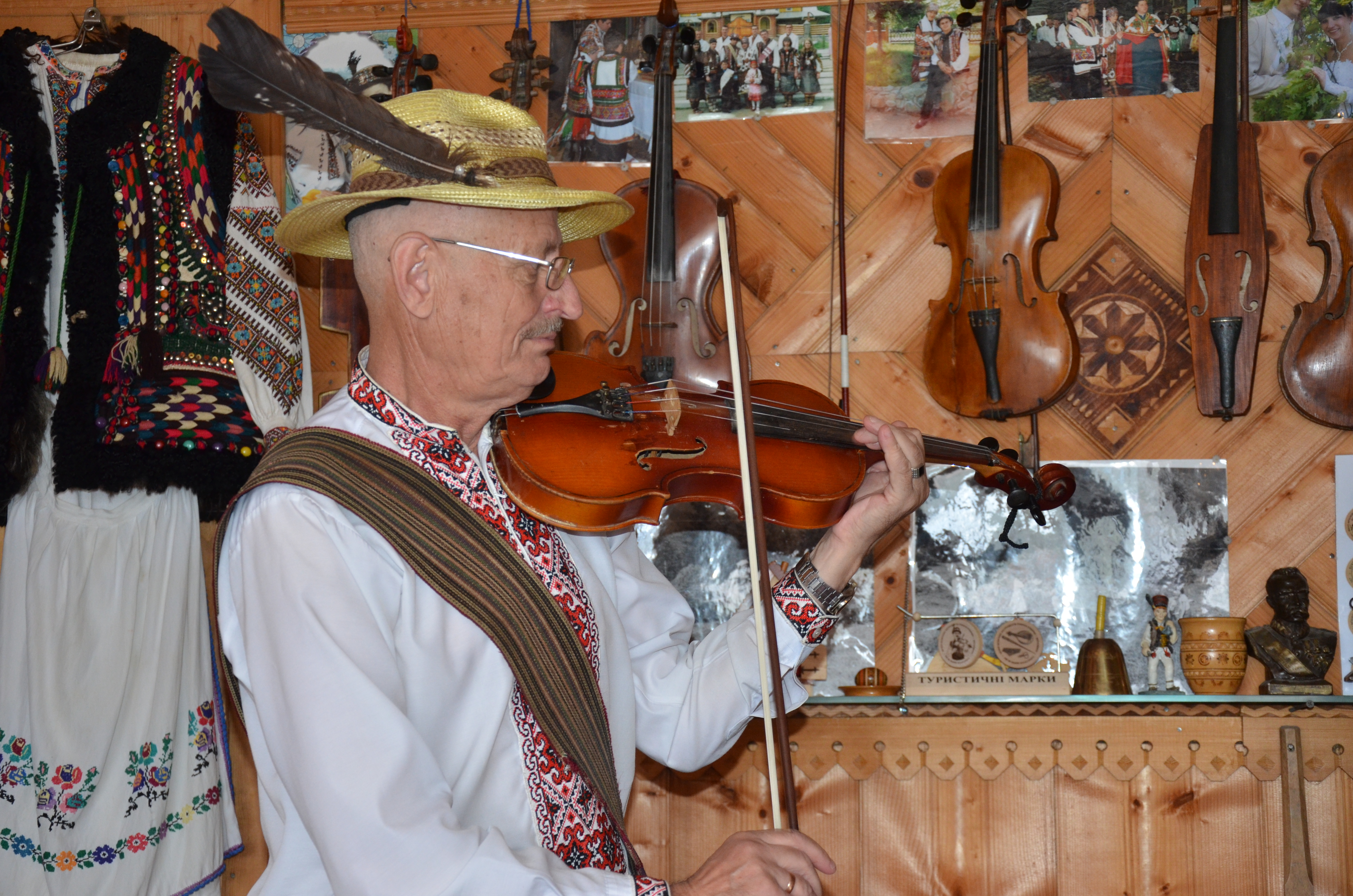
Гуцульський музикан Роман Кумлик — один з найвідоміших скрипалів України

### Музеї

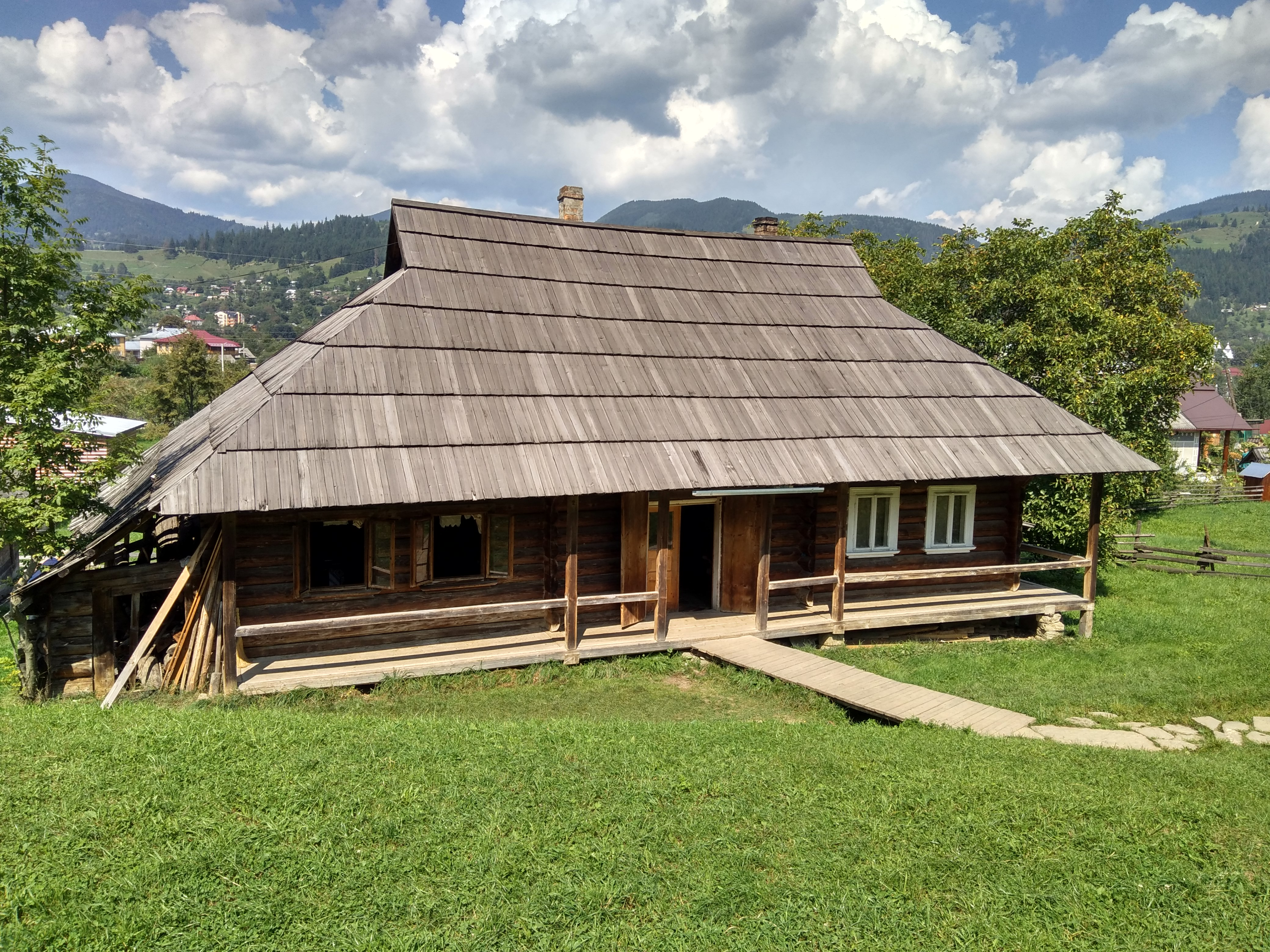
Хата-музей фільму «Тіні забутих предків»

- Регіональний історико-краєзнавчий музей Гуцульщини;
- Приватний Музей гуцульського побуту, етнографії та музичних інструментів Романа Кумлика;
- Музей гуцульської магії.[10];
- Хата-музей кінофільму «Анничка»;
- Хата-музей кінофільму «Тіні забутих предків»;
- Музей Вишиванки;
- Музей Петра Шекерика-Доникового[11].

## Культові споруди
- церква Святої Анни, ПЦУ, (до 6 березня 2022 року — УПЦ МП)[12];
- церква Успіння Пресвятої Богородиці, ПЦУ;
- церква Святого Юрія Побідоносця, УГКЦ.

## Туризм
У Верховині швидкими темпами розвивається туризм. Функціонує табір та школа рафтингу. Охочі мають змогу спливати на байдарках, рафтах, каяках, сходити на вершини Карпат, рибалити та займатися скелелазанням. Функціонує гірськолижний курорт Верховина.
Молоді люди віком до 18 років мають можливість відпочити у дитячому оздоровчому комплексі «Верховина».

## Природоохоронні території
На південь від Верховини розташований ландшафтний заказник місцевого значення Чивчино-Гринявський.

## Видатні люди

### Народилися
- Бощук Володимир Миколайович — український стрибун на лижах з трампліна, майстер спорту;
- Букшований Осип Іванович — сотник Українських Січових Стрільців, командант Легіону УСС;
- Гердан (Заклинська) Олена (1916) — українська поетеса, художник, хореограф;
- Галинка Верховинка (справжнє ім'я — Галина Яцентюк, 1962) — українська поетеса, збирачка народного фольклору і карпатської старовини. Засновниця садиби-музею в селі Ільці;
- Левицький Любомир — український режисер;
- Небесійчук Василь Юрійович — референт СБ Жаб'євського районного проводу ОУН, лицар Бронзового хреста бойової заслуги УПА;
- Русин Зенон — санітарний чотар УГА, учасник Листопадового зриву та походу на Київ-1919;
- Семчук Микола Васильович (2004—2023) — старший солдат НГУ, учасник російсько-української війни.
- Федорчук Петро Юрійович (1995—2022) — молодший сержант Збройних сил України, учасник російсько-української війни. Герой України (посмертно).
- Хімчак Василь — організаційний референт Жаб'євського районного проводу ОУН, лицар Бронзового хреста бойової заслуги УПА;

### Пов'язані
- Кумлик Роман — гуцульський музикант, один з найвідоміших скрипарів України;
- Невестюк Яків Іванович — письменник-драматург, лікар, працював у Верховині;
- Станіслав Вінценз — автор епопеї «На високій полонині»;
- Витвицький Софрон — греко-католицький священник в Жаб'є, літератор, етнограф на Гуцульщині, посол до Галицького сейму (1861);
- Витвицький Павло Васильович (*1912, с. Витвиця-†27.11.1942) — симпатик ОУН; священик УГКЦ в с. Жаб'є; розстріляний німецькими окупантами в полі біля села Ягільниця[13]
- Глібовицький Василь Михайлович (1860—1938) — український греко-католицький священник, парох в Жаб'є в 1912—1938 рр.

## Цікаві факти
Ґражда XIX ст. з селища Верховина розташована в Національному музеї народної архітектури та побуту України у Києві.

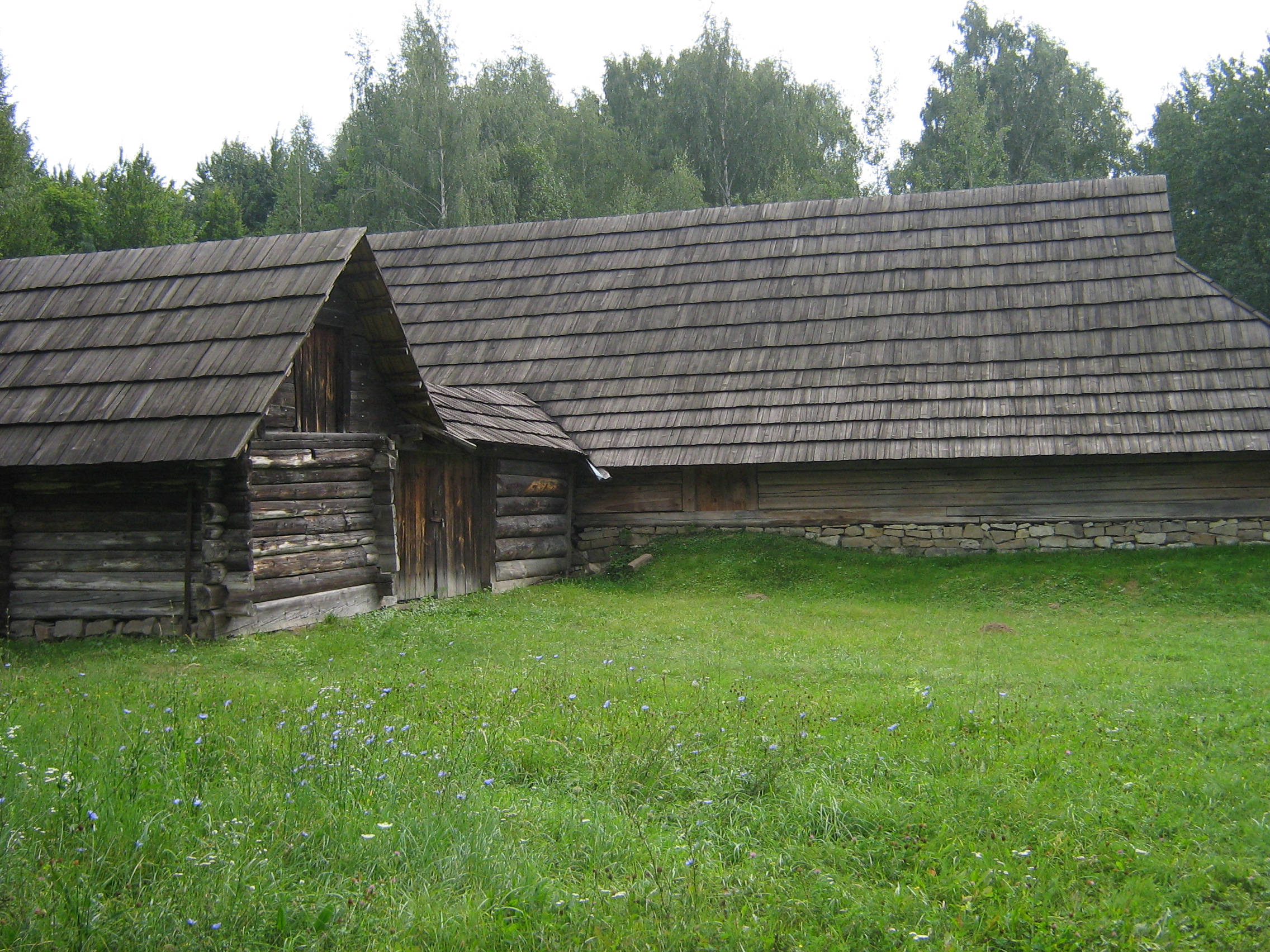
Загальний вигляд
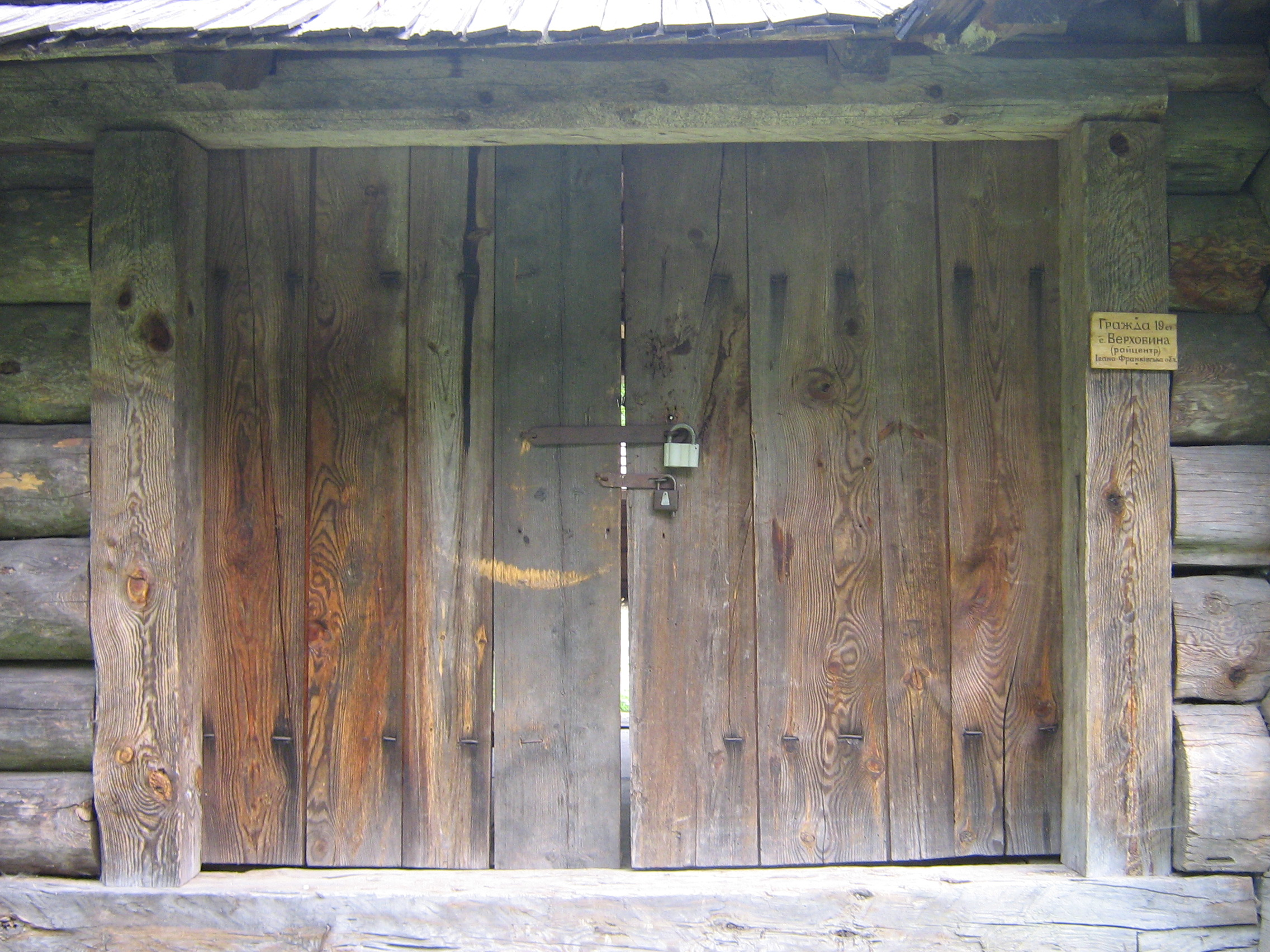
Ворота за табличкою
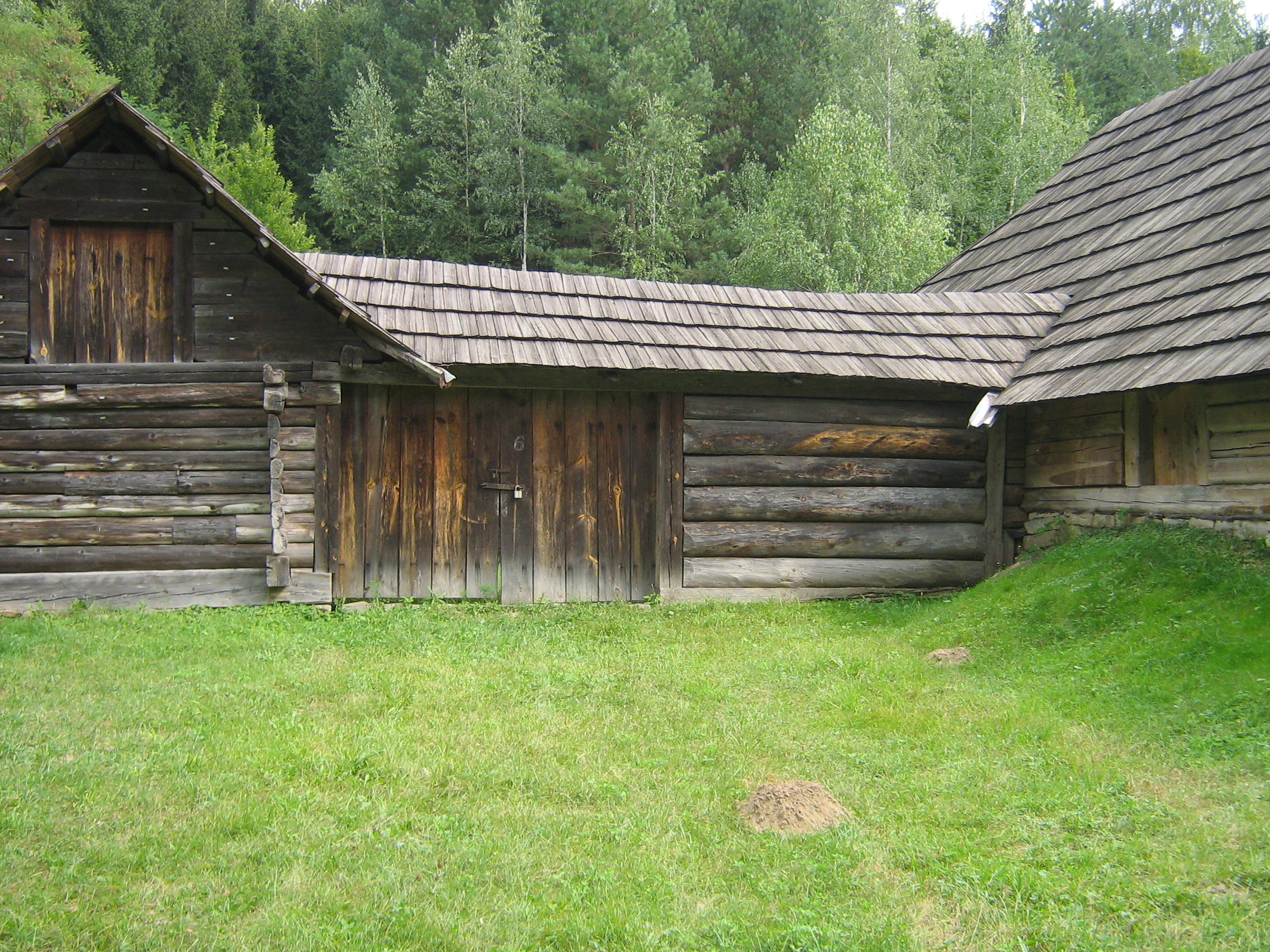
Загальний вигляд
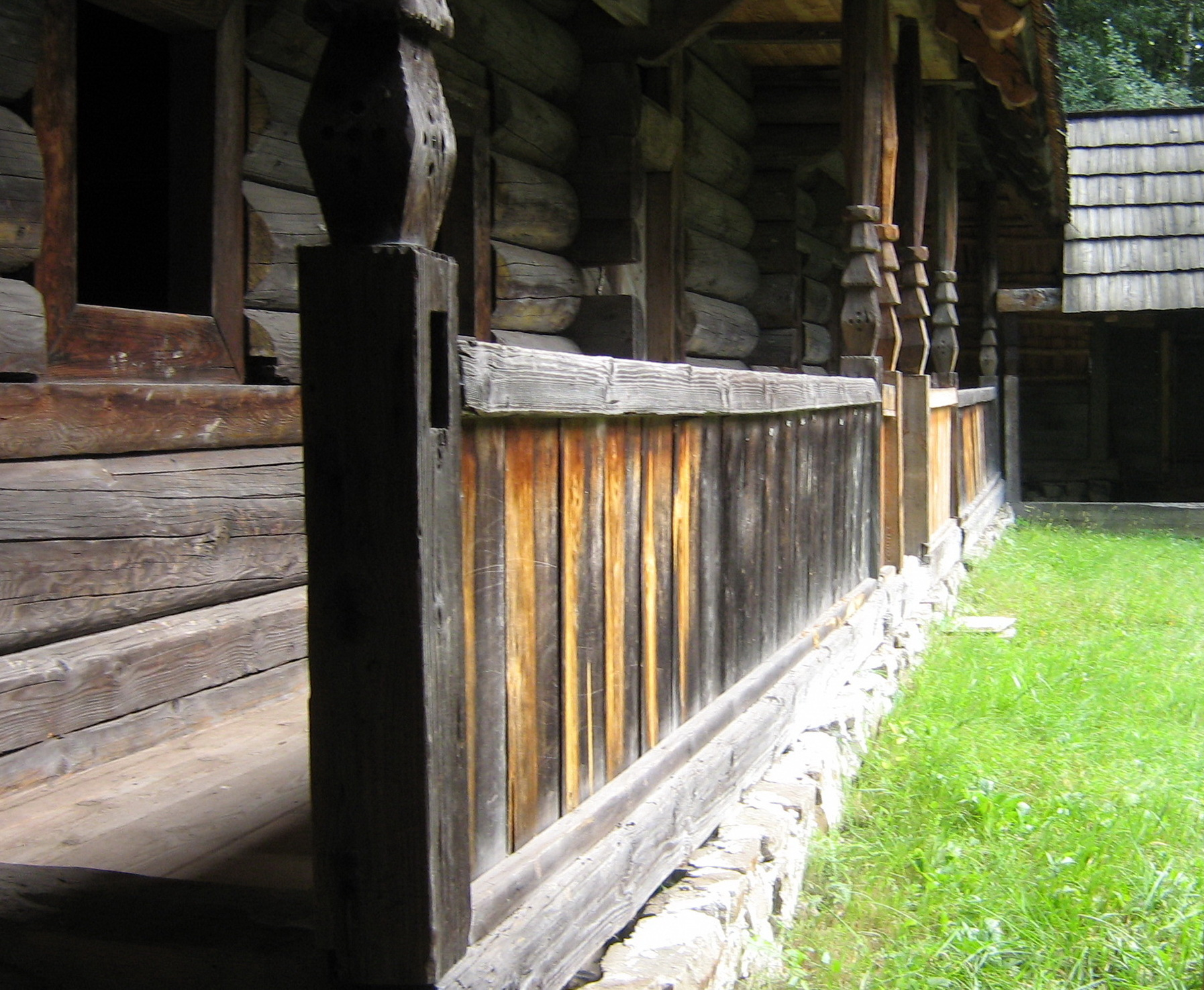
Всередині

## Галерея

### Архітектурні об'єкти селища

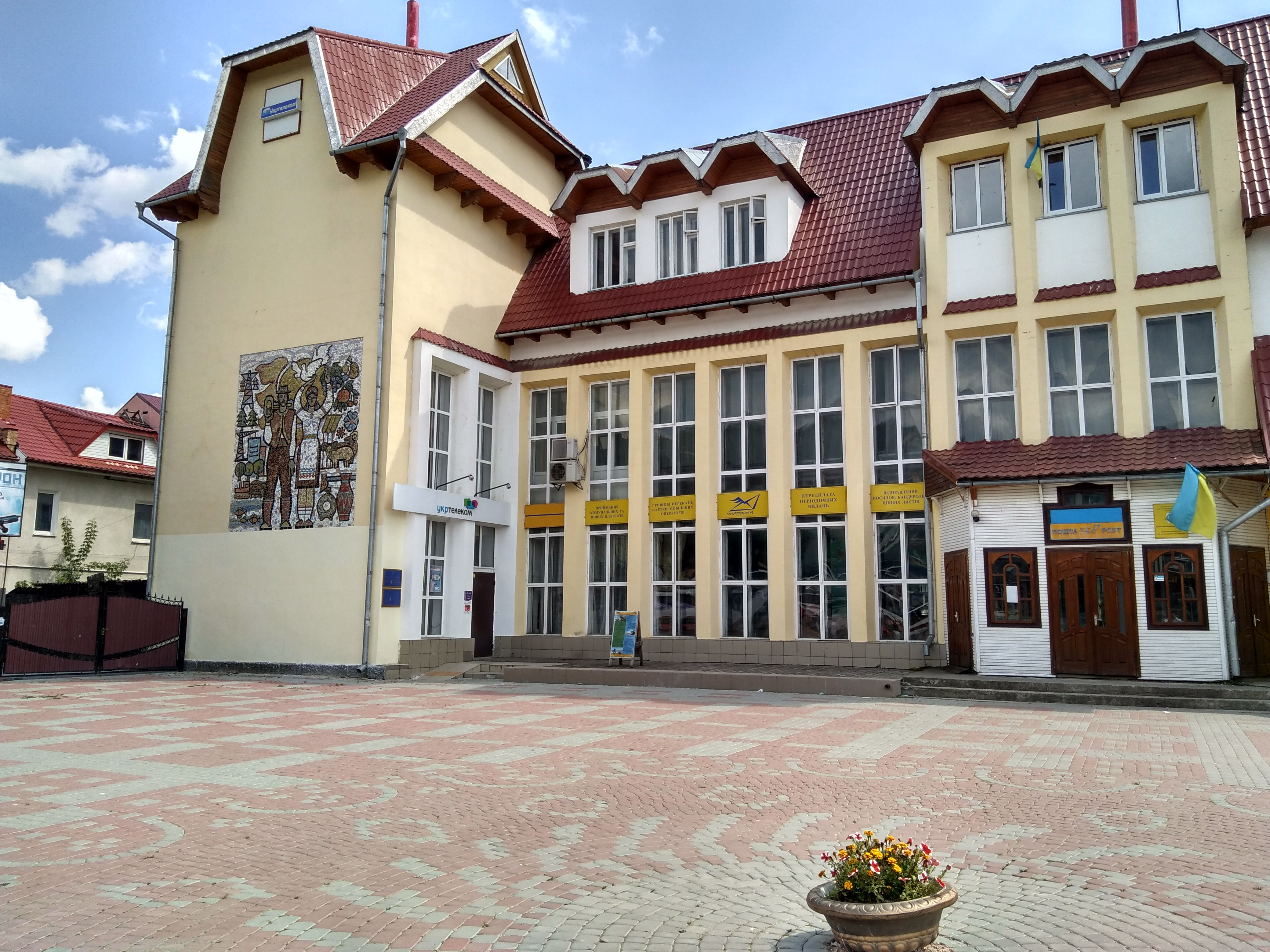
Пошта
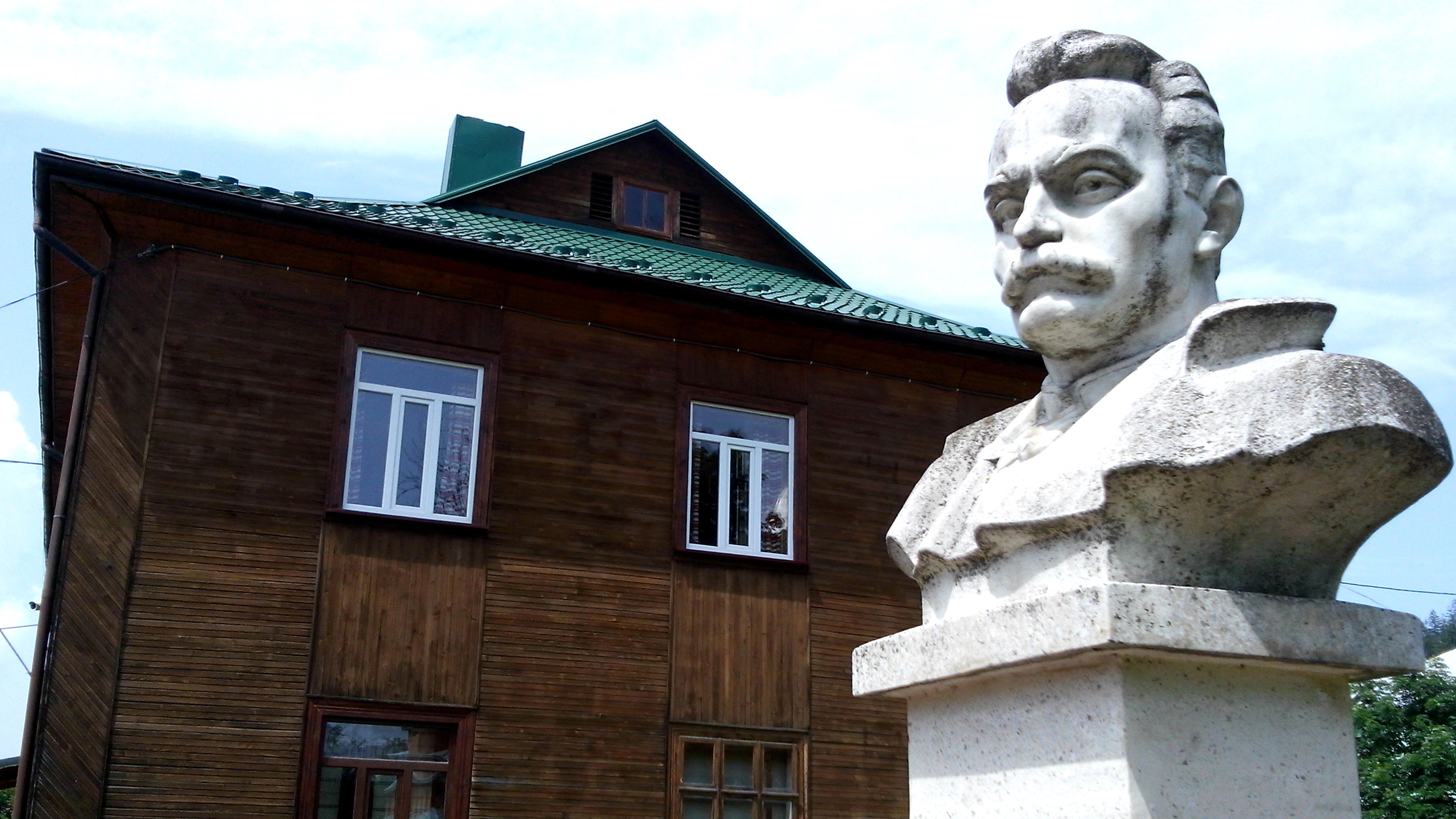
Пам'ятник Івану Франку
Пам'ятник Шевченку
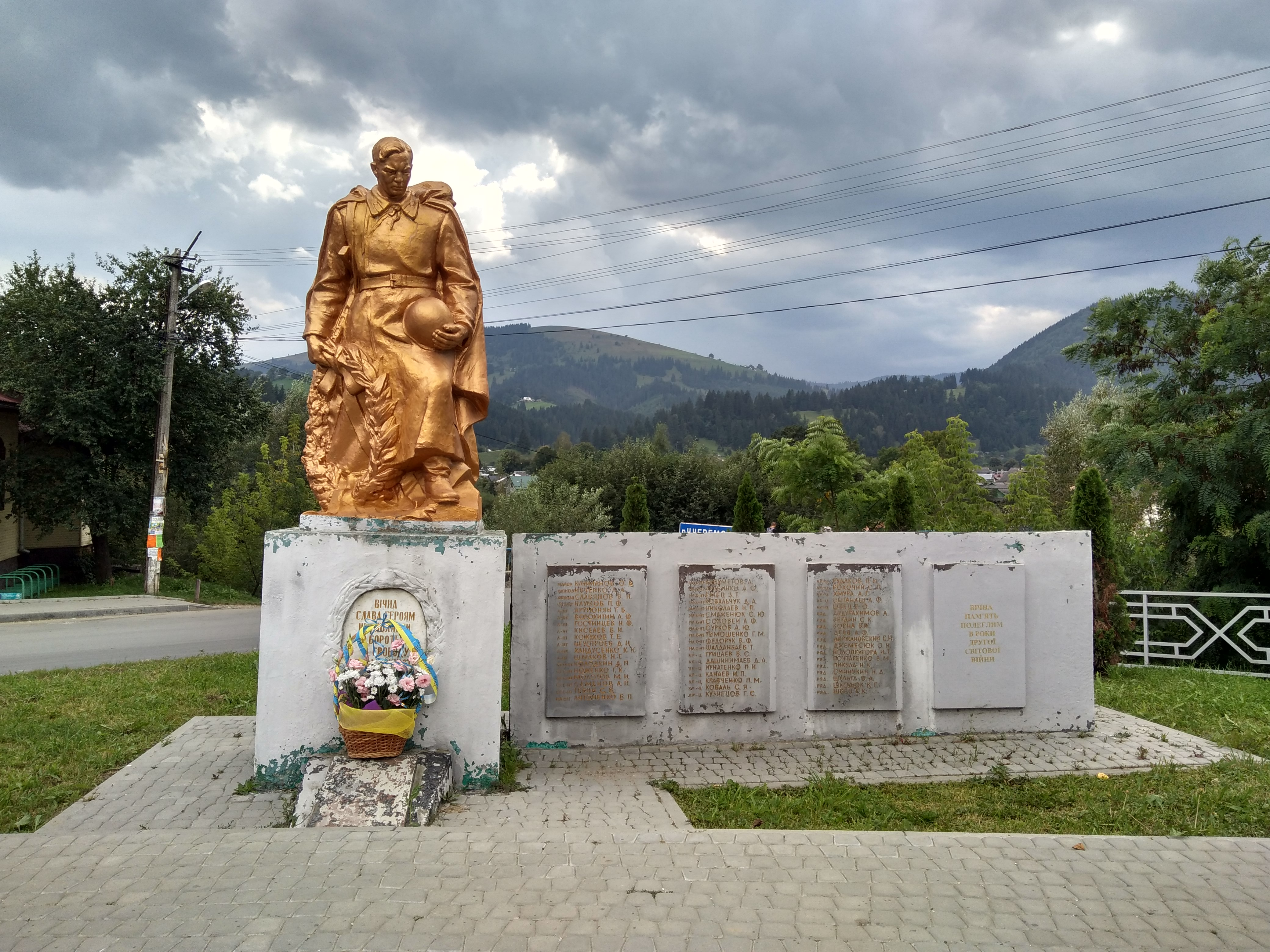
Пам'ятник загиблим у Другій світовій війні
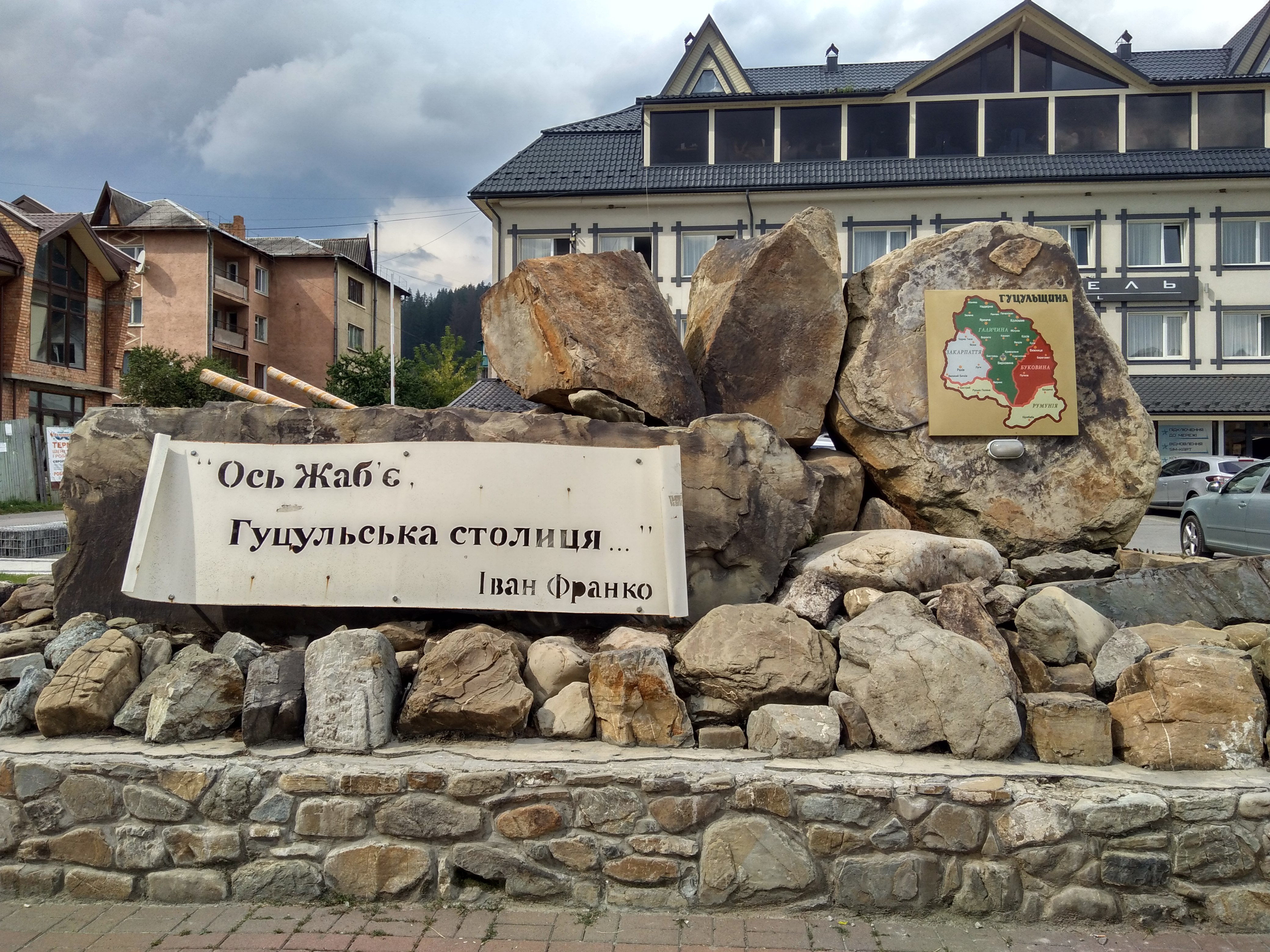
Пам'ятник у центрі селища

### Ландшафти

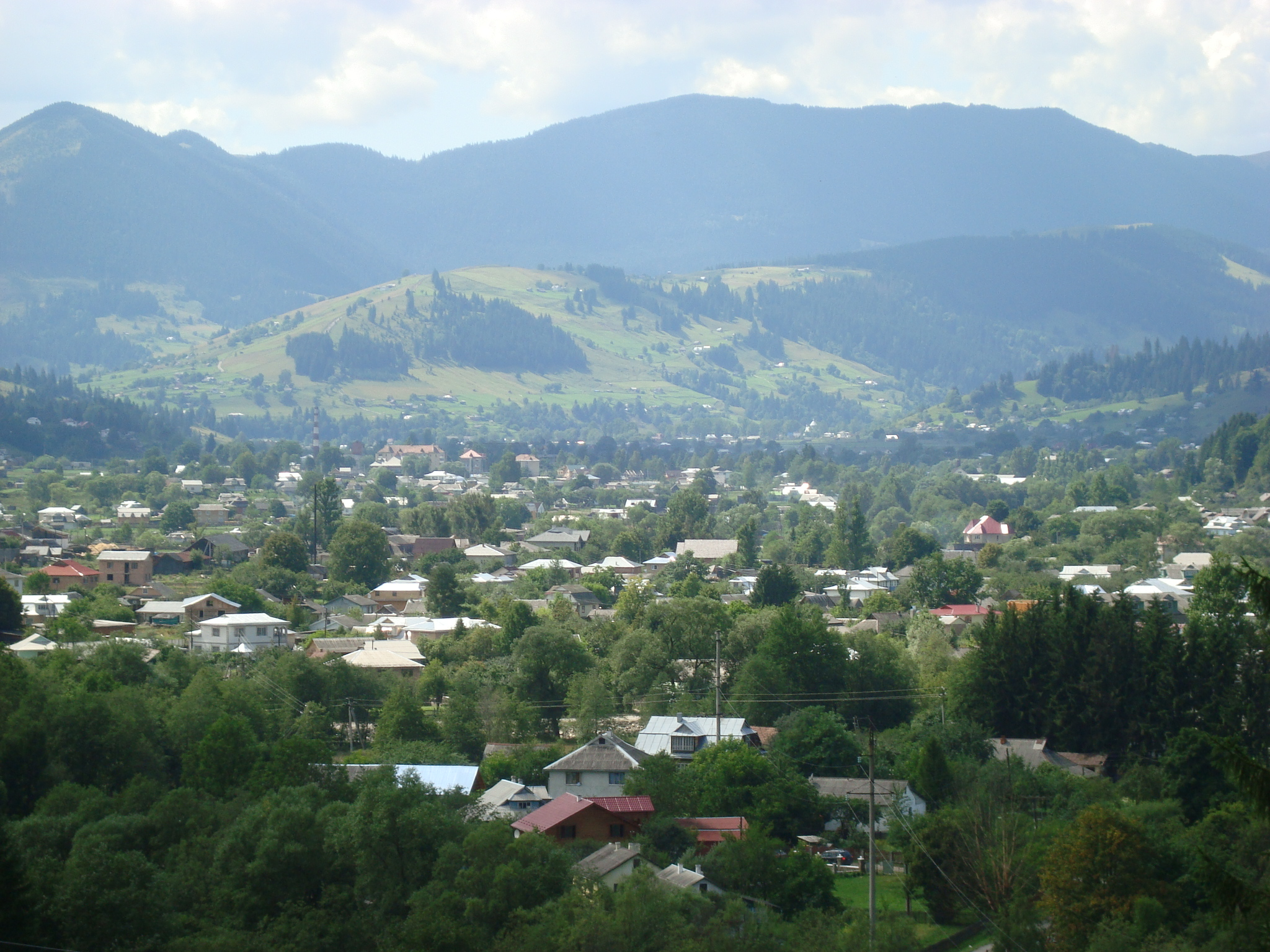
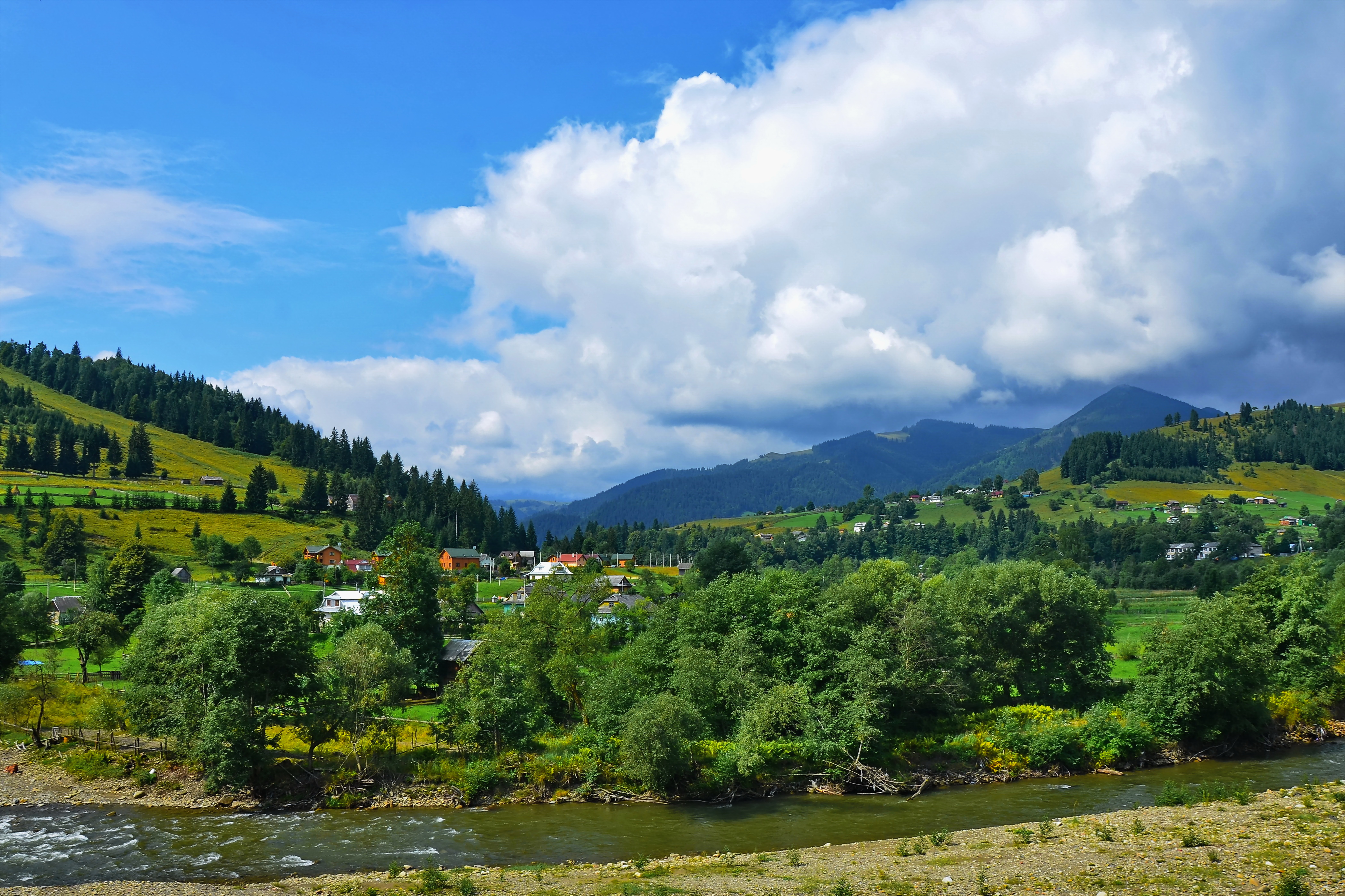
Поміж горами
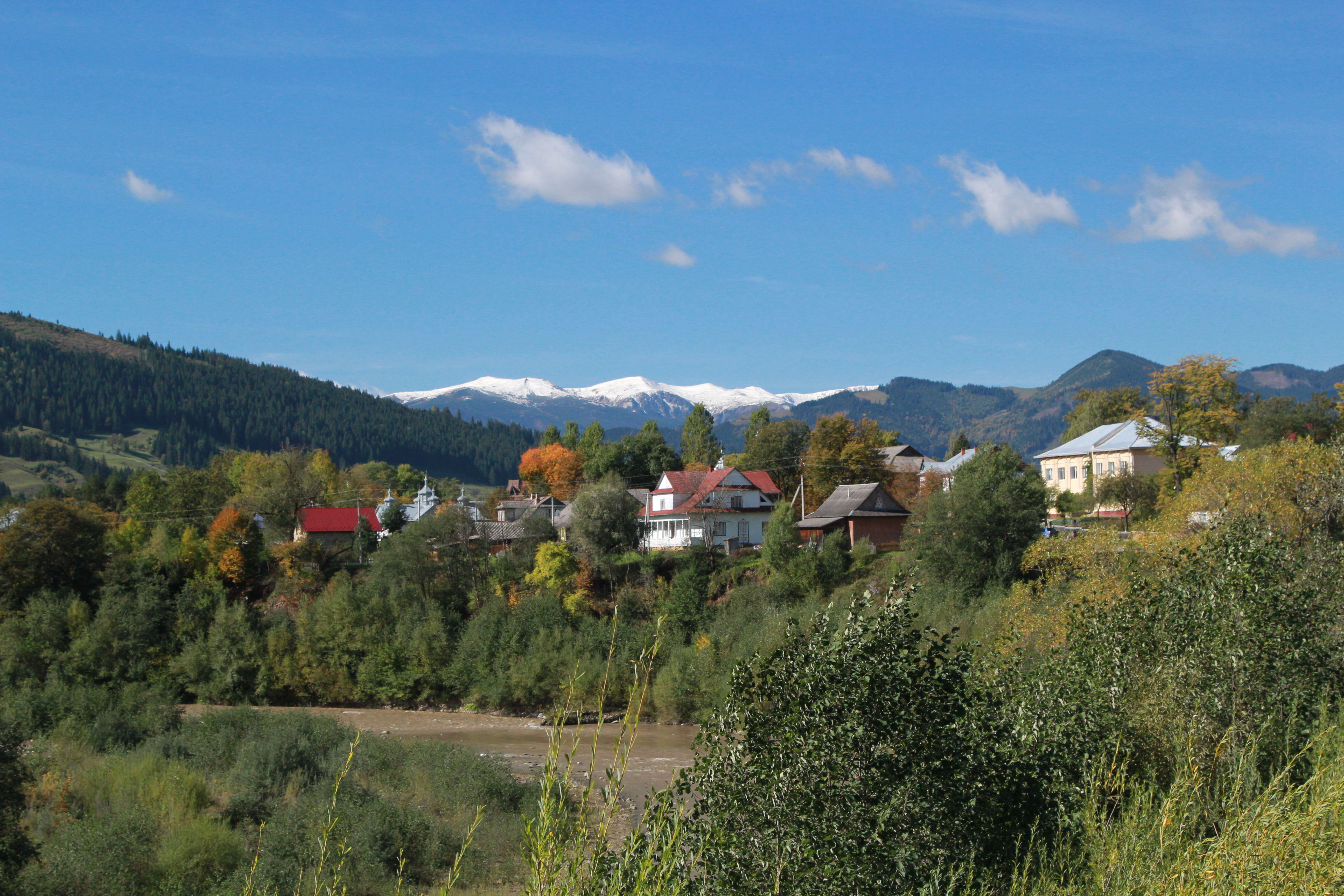
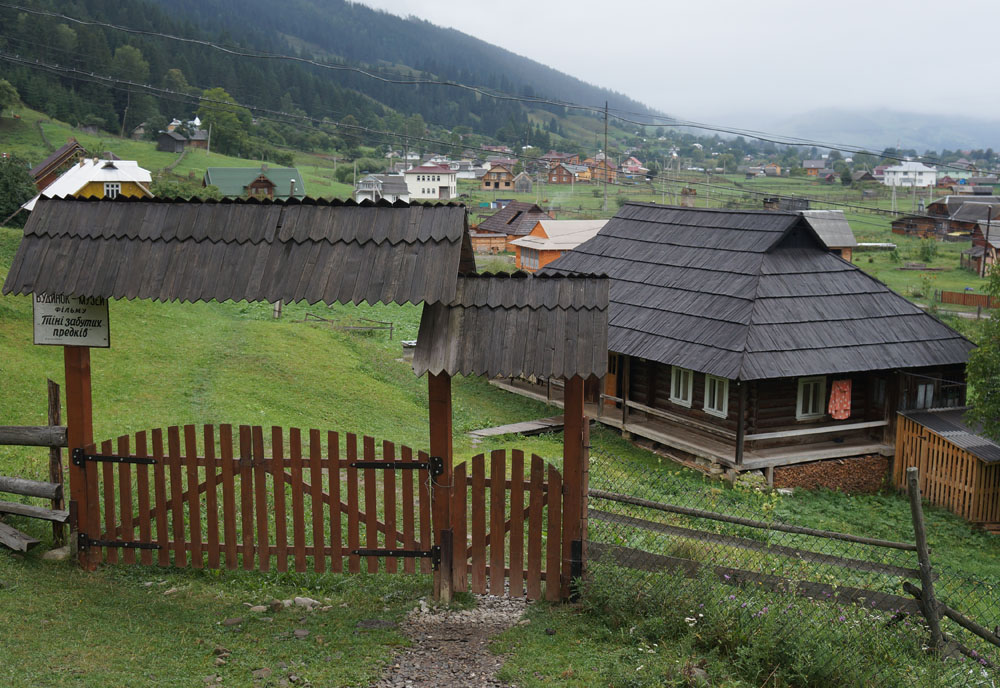
Хата-музей фільму "Тіні забутих предків"
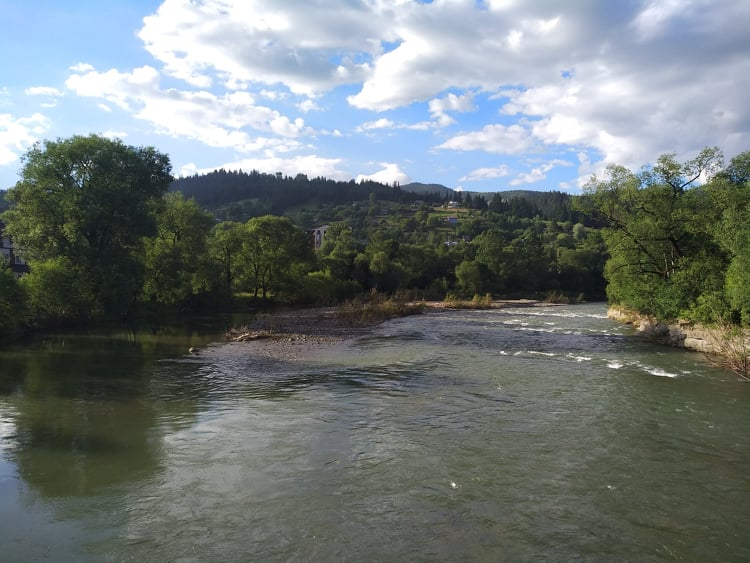
Річка Чорний Черемош влітку у Верховині.